# Cúp vàng nữ CONCACAF 2000
Cúp vàng nữ CONCACAF 2000 diễn ra tại Hoa Kỳ từ 23 tháng 6 đến 3 tháng 7 năm 2000. Giải có sự góp mặt của hai đội tuyển khách mời là Brasil và Trung Quốc.

## Vòng loại Trung Mỹ
Diễn ra tại Guatemala.
| Đội        | Đ | Tr | T | H | B | BT | BB | HS  |
| ---------- | - | -- | - | - | - | -- | -- | --- |
| Costa Rica | 7 | 3  | 2 | 1 | 0 | 24 | 5  | +19 |
| Guatemala  | 7 | 3  | 2 | 1 | 0 | 16 | 4  | +12 |
| Nicaragua  | 3 | 3  | 1 | 0 | 2 | 4  | 16 | −12 |
| Honduras   | 0 | 3  | 0 | 0 | 3 | 2  | 21 | −19 |

| Costa Rica | 8–1 | Nicaragua |
| ---------- | --- | --------- |
|            |     |           |

| Guatemala | 6–0 | Honduras |
| --------- | --- | -------- |
|           |     |          |

| Honduras | 2–3 | Nicaragua |
| -------- | --- | --------- |
|          |     |           |

| Guatemala | 4–4 | Costa Rica |
| --------- | --- | ---------- |
|           |     |            |

| Costa Rica | 12–0 | Honduras |
| ---------- | ---- | -------- |
|            |      |          |

| Guatemala | 6–0 | Nicaragua |
| --------- | --- | --------- |
|           |     |           |

### Tranh hạng ba
| Nicaragua | 5–4 | Honduras |
| --------- | --- | -------- |
|           |     |          |

### Chung kết
| Guatemala | 2–0 | Costa Rica |
| --------- | --- | ---------- |
|           |     |            |

## Vòng chung kết

### Vòng một

#### Bảng A
| Đội                | Đ | Tr | T | H | B | BT | BB | HS  |
| ------------------ | - | -- | - | - | - | -- | -- | --- |
| Hoa Kỳ             | 7 | 3  | 2 | 1 | 0 | 19 | 0  | +19 |
| Brasil             | 7 | 3  | 2 | 1 | 0 | 19 | 0  | +19 |
| Costa Rica         | 1 | 3  | 0 | 1 | 2 | 2  | 18 | −16 |
| Trinidad và Tobago | 1 | 3  | 0 | 1 | 2 | 2  | 24 | −22 |

| Brasil                                                                               | 8–0 | Costa Rica |
| ------------------------------------------------------------------------------------ | --- | ---------- |
| Roseli 5', 59' · Formiga 7', 35' · Kátia 52' · Monica 64' · Sissi 79' · Maycon 90+2' |     |            |

| Hoa Kỳ                                                                                               | 11–0 | Trinidad và Tobago |
| --- | ---- | ------------------ |
| Parlow 4', 52', 73' · Fair 22', 23' · Milbrett 34' · Hamm 48', 68' · MacMillan 62' · Whalen 80', 89' |      |                    |

| Brasil                                                                                               | 11–0 | Trinidad và Tobago |
| --- | ---- | ------------------ |
| Kátia 8', 24', 45', 55', 66', 90' · Roseli 17', 18' · Daniela 30' · Cidinha 39' (ph.đ.) · Monica 60' |      |                    |

| Costa Rica | 0–8 | Hoa Kỳ                                                                          |
| ---------- | --- | ------------------------------------------------------------------------------- |
|            |     | Serlenga 11', 53', 64' · MacMillan 12' · Bush 22' · Welsh 47', 81' · Whalen 83' |

| Trinidad và Tobago                          | 2–2 | Costa Rica                  |
| ------------------------------------------- | --- | --------------------------- |
| Delia De Silva 28' · Natalie Des Vignes 57' |     | Briceno 83' · Alvarez 90+2' |

| Hoa Kỳ | 0–0 | Brasil |
| ------ | --- | ------ |
|        |     |        |

#### Bảng B
| Đội        | Đ | Tr | T | H | B | BT | BB | HS  |
| ---------- | - | -- | - | - | - | -- | -- | --- |
| Trung Quốc | 9 | 3  | 3 | 0 | 0 | 20 | 2  | +18 |
| Canada     | 6 | 3  | 2 | 0 | 1 | 18 | 6  | +12 |
| México     | 3 | 3  | 1 | 0 | 2 | 10 | 7  | +3  |
| Guatemala  | 0 | 3  | 0 | 0 | 3 | 0  | 33 | −33 |

| Trung Quốc | 14–0 | Guatemala |
| --- | ---- | --------- |
| Kim Yên 21', 26' · Trương Âu Ảnh 31', 41', 48', 79' · Vương Lệ Bình 33' · Triệu Lợi Hồng 40' · Phan Lệ Na 43' · Phổ Vĩ 44' · Lưu Ái Linh 47' · Thủy Khánh Hà 64', 77', 88' |      |           |

| Canada                                     | 4–3 | México                        |
| ------------------------------------------ | --- | ----------------------------- |
| Sinclair 49', 76' · Walsh 71' · Hooper 87' |     | Dominguez 40', 75' · Mora 82' |

| Guatemala | 0–7 | México                                                |
| --------- | --- | ----------------------------------------------------- |
|           |     | Dominguez 10', 68', 90+2' · Mora 47', 66', 87', 90+4' |

| Trung Quốc                            | 3–2 | Canada                  |
| ------------------------------------- | --- | ----------------------- |
| Phan Lệ Na 6' · Trương Âu Ảnh 9', 36' |     | Hooper 31', 50' (ph.đ.) |

| Canada | 12–0 | Guatemala |
| --- | ---- | --------- |
| Sinclair 9', 73', 76' · Latham 13', 55' (ph.đ.), 81' · Neil 28' (ph.đ.) · Franck 39' · Walsh 61' · Hooper 71', 76' · Kiss 84' |      |           |

| México | 0–3 | Trung Quốc                                     |
| ------ | --- | ---------------------------------------------- |
|        |     | Kim Yên 26' · Phan Lệ Na 86' · Mora 88' (l.n.) |

### Vòng đấu loại trực tiếp
|  | Bán kết    | Bán kết |               |   | Chung kết | Chung kết |
|  |            |         |               |   |           |           |
|  | 1 tháng 7  |         |               |   |           |           |
|  |            |         |               |   |           |           |
|  | Hoa Kỳ     | 4       |               |   |           |           |
|  | Hoa Kỳ     | 4       | 3 tháng 7     |   |           |           |
|  | Canada     | 1       |               |   |           |           |
|  | Canada     | 1       | Brasil        | 0 |           |           |
|  | 1 tháng 7  |         | Brasil        | 0 |           |           |
|  |            | Hoa Kỳ  | 1             |   |           |           |
|  | Trung Quốc | Hoa Kỳ  | 1             | 2 |           |           |
|  | Trung Quốc |         |               | 2 |           |           |
|  | Brasil     | 3       |               |   |           |           |
|  | Brasil     | 3       | Tranh hạng ba |   |           |           |
|  |            |         |               |   |           |           |
|  | 3 tháng 7  |         |               |   |           |           |
|  |            |         |               |   |           |           |
|  | Trung Quốc | 2       |               |   |           |           |
|  | Trung Quốc | 2       |               |   |           |           |
|  | Canada     | 1       |               |   |           |           |

#### Bán kết
| Hoa Kỳ                                       | 4–1 | Canada             |
| -------------------------------------------- | --- | ------------------ |
| MacMillan 12', 38' · Milbrett 45' · Hamm 65' |     | Hooper 58' (ph.đ.) |

| Trung Quốc                          | 2–3 (s.h.p.) | Brasil                                        |
| ----------------------------------- | ------------ | --------------------------------------------- |
| Thủy Khánh Hà 9' · Khâu Hải Yến 75' |              | Kátia 11' · Roseli 60' · Cidinha 107' (ph.đ.) |

### Tranh hạng ba
| Trung Quốc                     | 2–1 | Canada             |
| ------------------------------ | --- | ------------------ |
| Kim Yên 42' · Khâu Hải Yến 73' |     | Hooper 59' (ph.đ.) |

### Chung kết
| Brasil | 0–1 | Hoa Kỳ       |
| ------ | --- | ------------ |
|        |     | Milbrett 44' |